# Helmand (rzeka)
Helmand – rzeka w Afganistanie i Iranie. Najdłuższa rzeka Afganistanu. 

## Przebieg
Źródła znajdują się w południowej części Hindukuszu, około 50 km od Kabulu. Następnie rzeka płynie w kierunku południowo-zachodnim, traci wiele ze swych wód i uchodzi na terenie Iranu do bezodpływowego jeziora Hamun-e Helmand. Jej długość wynosi 1150 km. Powierzchnia dorzecza to około 500 tys. km². Do większych miast położonych nad rzeką należy Laszkargah.
Zgodnie z zapisami traktatu afgańsko-irańskiego z 1973 Afganistan jest zobowiązany do dzielenia się wodą z rzeki w Iranem. Iran otrzymywać ma 850 milionów m³ wody rocznie. W przypadku niższego poziomu wód ilość ta może być umniejszana. Poziom taki zmniejsza się od lat w wyniku susz i budowy zbiorników retencyjnych w Afganistanie. W 2021, tuż przed zdobyciem władzy przez talibów, otwarto dużą zaporę Kamal Khan, która wraz ze starszą zaporą Kajaki, zatrzymuje większą ilość wody w Afganistanie. W maju 2023 prezydent Iranu, Ebrahim Ra’isi ostrzegł rząd talibów, że brak reakcji na wezwania do "oddania wody" może skomplikować stosunki dwustronne.